# 終極動員令：將軍 絕命時刻
《終極動員令：將軍 絕命時刻》是電子遊戲《終極動員令：將軍》的資料片。
《絕命時刻》增加了每個陣營的能力以及九個將軍。除一般的战役和遭遇战之外，它还新增了一个“将军挑战”模式，在其中玩家可以扮演這幾個將軍並和其他將軍對抗，最後要面對駐守西藏的中國女將軍——「雌虎」凌将军。

## 戰役
絕命時刻為每陣營各新增了一段戰役，依照劇情發展應是美國開始，接下來是全球解放軍，最後是中國。劇情是延續原先將軍的戰役，絕命時刻中有和舊終極動員令系列一樣有過場動畫，以新聞報導的方式呈現。

### 美國
遊戲開始時，全球解放軍從位在哈薩克斯坦的拜科努爾太空中心發射了一枚帶有分導式多彈頭的聯合號運載火箭，攻擊美軍一個位在北歐的軍事基地，接著美軍在全球解放軍發射第二顆飛彈之前摧毀了該發射基地。美國發現一名代號為崔克斯（Thrax）博士的全球解放軍領袖嘗試對美國本土發射炭疽飛彈，最後美國成功的阻止了這項計畫。

### 全球解放軍
在崔克斯博士消失後，一名稱作Mohmar "Deathstrike"的將軍成為新領袖，他嘗試要團結已分裂的全球解放軍派系，在消滅叛徒科塞德王子（Prince Kassad，匿蹤將軍）在埃及的勢力後，開始對美國和中國發動攻擊，其間全球解放軍控制了一座美國離子砲並且摧毀了雷根號航空母艦，並且滲透進入美國西岸的化學儲存槽，最後全球解放軍控制了美國位在德國南部的歐洲中部指揮中心。

### 中國
中國將軍隊轉移至歐洲並對全球解放軍展開復仇，為了防止全球解放軍使用美軍先進的武器，中國發射了一枚核彈摧毀了一個被佔領的軍事基地，全球解放軍接著佔領了一個被棄置的美軍基地，試圖使用先進武器對抗中國，但最後中國搶回這座基地，將全球解放軍逐出歐洲，並建立歐亞合作同盟。

## 線上遊戲
《終極動員令：將軍 絕命時刻》在網路上透過Gamespy（Windows）或GameRanger（Mac）所提供的服務來連線。玩家必須要擁有GameSpy帳號才能登入多人連線遊戲，玩家可以透過快速遊戲來尋找和自己實力相當的玩家，或是自訂遊戲來修改遊戲的設定並等待玩家加入，最多可支援8人連線。

## 模組
網路上流傳著許多玩家做出的模組。
以下為一些比較知名的模組：
- 五星之光（中國玩家製作的模組，模組目前最新發佈版本為1.3版，加入了現在的中國解放軍的軍歌為開場音樂）
- 衝擊波（最新版本1.201版）
- 《红色崛起》增加了新的阵营——欧洲大陆联盟（ECA）与俄罗斯联邦。即将到来的2.0版本还添加了战役与新的将军（与冲击波为同一创作小组）
- 《现代战争》（中國玩家QSN个人独立製作的模組，模組目前最新發佈版本為0.6版。该模組强化了海军系统，并且有着极好的画质。